# Juegos de niños (novela)
Juegos de niños es una novela de 2004 escrita por el autor estadounidense Tom Perrotta que narra la historia de siete personajes en un barrio suburbano de Boston durante un verano. La novela recibió críticas positivas, incluyendo la de The New York Times que declaró a Perrota «un Chéjov estadounidense cuyos personajes, incluso en sus momentos más ridículos, parecen estar ennoblecidos por un aura humana luminosa». La novela fue adaptada en la película Little Children en 2006.

## Resumen del argumento
Sarah, quien solía considerarse a sí misma como una feminista radical, se cuestiona cómo llegó a convertirse en un ama de casa en un parque donde se reúne con otras tres madres sentenciosas para que sus hijos jueguen. El esposo de Sarah, Richard, es mucho mayor que ella y fue la última alternativa en su vida amorosa, ya que se casó con él principalmente por el miedo que tenía de seguir trabajando como barista en un Starbucks si no lo hacía. Sarah piensa que su esposo no cumple con sus expectativas y cuando lo descubre masturbándose con pornografía en línea no siente enojo sino apatía.
Todd es un padre joven y atractivo que también lleva a su hijo al parque y al que las mujeres han apodado el «rey de la prepa». Una de las mujeres apuesta 5 dólares a que Sarah no puede conseguir su número de teléfono. Sarah se le acerca, habla con él contándole sobre la apuesta y descubre que hay cierta química entre ellos. Al despedirse, Sarah y Todd se dan un beso que se vuelve más apasionado de lo que querían inicialmente. A partir de entonces ambos inician un romance, diariamente se encuentran en la piscina pública y llevan a sus hijos a casa de Todd donde hacen que los niños tomen una siesta mientras ellos tienen sexo en el piso de abajo.
Todd tiene esta aventura con Sarah principalmente porque comparte su insatisfacción con la vida y en particular con su esposa Kathy, una morena muy atractiva que trabaja como cineasta realizando documentales, quien resiente que ella tenga que ser el soporte financiero de su hogar y quien continuamente presiona a Todd para que ejerza como abogado. Sin embargo, Todd ya ha realizado el examen de admisión a la asociación de abogados en dos ocasiones sin éxito y realmente nunca ha tenido ningún entusiasmo por su carrera, pero estudia para complacer a Kathy. Cuando ella descubre el romance que su esposo tiene con Sarah no se enoja, sino que se siente ofendida de que Todd haya elegido a alguien menos atractiva que ella.
Larry es un policía que se pensionó después de dispararle a un estudiante afroamericano en un centro comercial. El estudiante murió y la culpa era tan grande que Larry se retiró anticipadamente a pesar de que amaba su trabajo. Sin embargo, cuando Ronald «Ronnie» McGovern, quien ha estado en prisión por exposición indecente a un menor, se muda al vecindario, Larry toma un interés personal en el asunto y constantemente acosa a Ronnie y a su madre, May, de manera infantil, llegando a incendiar una bolsa con heces de perro en el patio de su casa. Ronnie, mientras tanto, se siente aislado de la comunidad debido a esto y a la única cita que tiene, la cual organizó su madre, termina con él masturbándose en frente de la chica. Poco después, en una de sus visitas a la casa de los McGovern, Larry tiene una pelea con May y ella tiene un accidente cerebrovascular y muere después de ser trasladada al hospital. Bertha, una amiga de May, lleva a Ronnie al hospital en donde May escribió una nota para él diciéndole que fuera un buen muchacho.
Todd y Sarah deciden abandonar a sus esposos e hijos y escapar juntos. Sin embargo, la noche en que deciden hacer esto Sarah recibe una llamada de su esposo diciéndole que la ha dejado por una actriz pornográfica cuyo nombre artístico es «Slutty Kay», por lo que debe llevar consigo a su hija Lucy al parque de juegos de noche a esperar a Todd. Sin embargo, este se lesiona y tiene que ser trasladado al hospital cuando decide tratar de saltar un obstáculo en monopatín con unos adolescentes a los que ha estado observando por meses en lugar de estudiar. Cuando Sarah empieza a perder la esperanza, Ronnie aparece, pero en lugar de asustarse, ella siente simpatía por él hasta que confiesa que asesinó a una niña. Larry aparece sorpresivamente, listo para matarlo, pero se contiene en el último segundo y ofrece sus condolencias por la muerte de May. Sarah, desconcertada,  se sienta y se pregunta cómo va a criar a su hija, a quien siente que le ha fallado.